# Jacques Chevallier (pétrolier-ravitailleur)
Pour les articles homonymes, voir Jacques Chevallier.
Le Jacques Chevallier (indicatif visuel A725) est un bâtiment ravitailleur de forces construit pour la Marine française. Mis à l'eau le 29 avril 2022, il a été livré à la Marine nationale le 18 juillet 2023 et admis au service actif le 20 novembre 2024, après une campagne d'essais organisée lors d'un déploiement de longue durée .
Il est baptisé en l'honneur de l'ingénieur militaire Jacques Chevallier, à l'origine du développement de la propulsion nucléaire navale en France.

## Histoire
Comme tous les navires de sa classe, le bâtiment est construit en deux étapes : la partie avant est construite par Fincantieri dans ses chantiers de Castellammare di Stabia, près de Naples ; l'arrière est assemblé à Saint-Nazaire, aux Chantiers de l'Atlantique, à partir de 13 blocs soudés sur la partie avant.
Fincantieri procède à la première découpe de tôle de la partie avant le 29 avril 2020, mais la cérémonie la plus solennelle est la première découpe de tôle de la partie avant à Saint-Nazaire, le 18 mai 2020 en présence de la ministre des Armées Florence Parly,.
Après la première découpe de tôle, Fincantieri pose la quille le 10 février 2021. Une fois cette partie avant achevée, elle est envoyée à Saint-Nazaire pour l'assemblage de la partie arrière, qui commence le 16 décembre 2021. Le bâtiment est ensuite mis à l'eau le 29 avril 2022
Les essais à la mer commencent en fin décembre 2022. Dans la nuit du 18 au 19 mars, il quitte Saint-Nazaire pour rejoindre la base navale de Toulon, où il continue ses essais. Le 18 juillet 2023, la force d'action navale (FAN) prend officiellement livraison du navire à Toulon,. Après une période d'essais en Méditerranée, il entreprend son déploiement de longue durée avant son admission au service actif. Il quitte Toulon le 27 septembre, effectue une première escale à Brest du 2 au 9 octobre, puis à Reykjavik du 13 au 17 octobre. Il franchit le cercle polaire le 18 octobre, puis fait cap au sud-ouest vers Norfolk, où il fait escale du 27 octobre au 1er novembre. Plusieurs RAM (ravitaillement à la mer) sont menés avec des bâtiments américains (USS Leyte Gulf et USS George Washington) et avec le HMS Prince of Wales. Après un passage au large des Antilles et de la Guyane, il s'entraine avec le LPH Atlantico de la Marine brésilienne et fait escale du 22 au 27 novembre à Rio de Janeiro. Le BRF Jacques Chevallier participe à l'exercice Oxide avec la Marine sud-africaine, fait escale à Capetown du 7 au 12 décembre puis au Grand port maritime de La Réunion du 21 au 26 décembre 2023, puis à Abu Dhabi le 7 janvier, à Djibouti, à Djeddah le 24 janvier, et en Grèce. Il rentre à Toulon le 4 février 2024. 
En avril et mai 2024, la mission Akila permet de vérifier sa compatibilité avec le groupe aéronaval du porte-avions Charles de Gaulle, comme par exemple sa capacité à transférer et à mettre en silo un missile Aster 15 à bord du porte-avions à la mer. 
Le 19 novembre 2024, avec le Stena Polaris, qui fait partie d’une flotte de navires civils affrétés par l’US Navy, il vérifie sa capacité à faire des transferts de carburant avec des pétroliers civils. 
Il est admis au service actif le 20 novembre 2024. 

### Commandants
- Capitaine de vaisseau Pierre Ginefry (6 avril 2021 - 17 juillet 2024[15]) ;
- capitaine de vaisseau Christophe Gaumé (17 juillet 2024 - ).